# Sân vận động Moses Mabhida
Sân vận động Moses Mabhida (tiếng Anh: Moses Mabhida Stadium) là một sân vận động bóng đá ở Durban thuộc tỉnh KwaZulu-Natal của Cộng hòa Nam Phi, được đặt theo tên của Moses Mabhida, một cựu Tổng Bí thư của Đảng Cộng sản Nam Phi. Sân là một sân vận động đa năng. Sân vận động trở thành địa điểm tổ chức một số sự kiện, như nhảy bungee, hòa nhạc, cricket, bóng đá, tập chơi gôn, đua xe thể thao và rugby union.
Đây là một trong những sân vận động đăng cai tổ chức Giải vô địch bóng đá thế giới 2010. Sân vận động có sức chứa 55.500 chỗ ngồi (có thể mở rộng lên đến 75.000 chỗ ngồi). Sân vận động tiếp giáp với Sân vận động Kings Park, trong Khu thể thao Kings Park, và Trường đua đường phố Durban được sử dụng cho Giải vô địch đua xe thể thao thế giới A1GP. Trường đua bao gồm một viện thể thao và một trạm vận tải xuyên phương thức.